# は행
は행이란 오십음의 6번째 행을 가리킨다. 「は행」으로는「は」, 「ひ」, 「ふ」, 「へ」, 「ほ」의 가나가 포함된다. 어떤 가나나 자음과 모음으로 구성되는 음절 또는 모라를 나타낸다.
한어나 외래어를 제외한 일본어에 있어서는 어두 이외 (어중・어말)에서 ハ행음이 나타내는 것은 매우 적다. 이것은 ハ행전호(뒤에서 서술)라고 불리는 역사적인 형상에서,  예전의 ハ행이 「ワイウエオ」로 전이해 버리고 있기 때문이다.

## 청음
「は행」각 음의 두자음 음소는 h이다. 음성학상 발음은「は」, 「へ」, 「ほ」의 두자음은 무성 성문 마찰음[h](IPA), 「ひ」의 두자음은 무성 경구개 마찰음[ç](IPA) = [C](X-SAMPA), 「ふ」의 두자음은 무성 양순 마찰음[ɸ](IPA) = [p\](X-SAMPA)이다. 「は행」의 훈령식 로마자 및 일본식 로마자표기는 ha hi hu he ho, 헵번식 로마자 표기는 ha hi fu he ho이다.
또한 조사「は」「へ」는, 「わ행」음(わいうえお)으로 발음한다. 또, 역사적 가나 표기법에서, 문절의 처음 이외는 「わ행」음으로 발음된다. 이것은 역사적 가나 사용법의 표기가 ハ행전호 이전의 체계에 따르고 있기 때문이다.

## 탁음
「は행」의 각 문자에 탁점을 붙인 탁음「ば행」음의 두자음 음소는 b이다. 음성학상 발음은, 「ば」, 「ぶ」, 「べ」, 「ぼ」의 두자음은 문절의 머리 및 발음(「ん」)의 뒤에서는 유성 양순 파열음[b](IPA), 그 이외에는 유성 양순 마찰음 [β](IPA) 또는 그것에 가까운 음(폐쇄밀차도가 약한 유성 양순 파열음)이고,「び」의 두자음은 문절의 머리 및 발음(「ん」)의r 뒤에서는 유성 양순 경구개 파열음[bʲ](IPA), 그 이외로는 유성 양순 경구개 마찰음 [βʲ](IPA) 또는 그것에 가까운 음(폐쇄밀착도가 약한 유성 양순 경구개 파열음)이다. 「ば행」의 로마자 표기는 일본식, 헵번식과 같이 ba bi bu be bo이다.
탁음「ば행」은, 외래어의 v를 나타내는 것에 사용되는 것이 있다. ヴ 문서를 참조.

## 반탁음
「は행」의 각 문자에 반탁점을 붙인 반탁음「ぱ행」음의 두자음 음소는 p이고, 음성학상의 발음은, 「ぱ」, 「ぷ」, 「ぺ」, 「ぽ」의 두자음은 무성 양순 파열음 [p](IPA)이고, 「ぴ」의 두자음은 무성 양순 경구개 파열음 [pʲ](IPA)이다. 「ぱ행」의 로마자 표기는 일보식, 헵번식 둘 다 pa pi pu pe po이다.

## 요음
「は행」, 「ば행」 및「ぱ행」의 「い단」음을 1음으로 하는 개요음, 「ひゃ행」, 「びゃ행」 및 「ぴゃ행」의 두자음은 각각 ç, bʲ 및 pʲ이고, 그 실제 발음은 각각 「ひ」, 「び」 및 「ぴ」의 두자음과 동일하다. 「ひゃ행」, 「びゃ행」 및 「ぴゃ행」의 로마자 표기는 각각 일본식, 헵번식 둘 다 hya hyu hyo、bya byu byo, pya pyu pyo이다.

## 외래어 표기
「ファ」「フィ」「フェ」「フォ」는, 「외래어 표기 (일본어)」제1표에 표시되는 가나이다. 주로, 양치 마찰음 f의 음사에 사용된다. 일본어에서는 「ふ」의 두자음 ɸ과 모음「あ」「い」「え」「お」와 조합한 음으로 발음된다.

## 음운사

### 청음과 반탁음
ハ행의 자음은, 먼 고어 시대에서는 *p 음이였을 가능성이 높다고 한다.
이 음은 어두・어중을 불문하고 자주 출현한 것이였지만, 그 출현 위치(환경)에 의해서 각각으로 다른 변화를 더듬는 것이 되었기 때문에, 이것을 분별하여 생각하면 알기 쉽다.
1. 어두에서는
정설로서, 나라 시대에는 ɸ 음(ファ フィフ フェ フォ와 같은 음"이 되고 있다고 알려진다. 나라 시대에 p음, 헤이안 시대부터 ɸ 음으로 하는 설도 있다[2]. ɸ음은 그 뒤 오랫동안 이어졌다. 17세기 초에 포르투갈인에 의해 편찬된『일포사전』을 보면, 「母」는 faua 또는 fafa[3], 「人」은 fito, 「花」는 fana라는 듯, ハ행의 음사에서 f를 사용하고 있고, ɸ 음이었던 것을 가리키는 확실한 증거의 하나로 되어 있다.
그 후, 에도 시대 전기에 머지않아 1단의 순음 퇴하를 일으키고, 「フ」이외는 순음성을 완전히 잃고, 「ハヒフヘホ」로  ha çi ɸɯ he ho라고 기술된 듯한, 현재의 음형이 이루어져 갔다.
2. 「ン」나「ッ」의 뒤에서는
헤이안 시대가 되면 한자음을 묘사할 필요로부터, 발음「ン」나 촉음「ッ」라는 음이 새로 일본어에 들어왔다. 이것 이후, 발음이나 촉음의 뒤에 ハ행음이 오는 경우(예를 들면,「憲法」「説法」 등)에는, 자연과 ハ행음을 p 로 발음하게 됐다고 생각된다.
이들의 p음은 당초는 f의 이음이였을 가능성이 높지만, 이윽고 독립인 음소 p, 즉, 「반탁음」으로서의 지위를 획득하고 있었다. 동시에, 특히 「촉음＋ハ행음」의 형태는 일본어에서도 퍼지고, 이윽고, 「葉っぱ」「しょっぱい」「ひっぱる」「すっぽり」「～っぽい」 등 후의 일상어에서는 폭 넓게 사용되어 가게 되었다.
이러한 변천의 한 예를 든다면, 예를 들면「あはれ」(あわれ) afare라고 하는 단어는, 당초에는 aɸare와 같이 발음된다고 생각되었지만, 촉음이 일반화하면, 몹시 감동했을 듯한 때에 나타내는 음의 “溜め”가 촉음 q으로서 고정되고, 게다가 그 환경에서 ɸ로부터 변화한 후속음 p가  p로서 독립되고, 「あっぱれ」 aqpare라고 하는 새로운 어형이 정착하기에 이르렀다.
3. 그 외의 장소에서는
어두와 마찬가지로 나라시대 경에 ɸ음으로 바뀌었지만, 헤이안 시대부터 가마쿠라 시대에 걸쳐 ハ행전호라고 불리는 대규모인 약화현상이 일어나고, ワ행으로 합류하기에 이르렀다. 그 후는 ワ행에서 일어난 변화를 뒤집어 쓰고, 「は」 wa 및 「ふ」*wu > u는 형태를 유지한 것인, 「ひ」 wi, 「へ」 we, 「ほ」 wo는 게다가 순음을 잃고, 「イ, エ, オ」에 합류해서 지금에 이르고 있다.
또한, ハ행 전호가 발생하고 이후에도, 철자 상에는 오랫동안 ハ행음이 남아있었다. 이것은 이른바 역사적 가나 표기법이라고 하는 것이지만, 예를 들면「障り」「思う」「前」「遠し」를「さはり」「おもふ」「まへ」「とほし」 등이라고 쓰는 것은, 멀리 거슬러 올라가면 ハ행음을 사용하고 있던 흔적이 있다. 오늘날에도 조사인「は」「へ」에서만 ハ행인 글자가 남아 있다.

이러한 각종 변화 결과, 현재의 야마토 코토바에서는 ハ행음은 기본적으로 어두(상기 1.의 경우)에만 나타나게 되어 있다.

### 탁음
한편 バ행에 관해서는 ハ행에서 계속 안정적이고, 이러한 다양한 변화를 보는 것도 없이 b음을  유지하고 오늘날에 이르고 있다.
다만, 일부의 어휘에서는 バ행과 マ행 사이의 동요가 보일 수 있다. 「さびしい」에 대하는「さみしい」,「かぶる」에 대하는 「こうむる」, 「蛇」에 대하는 방언인「へみ」, 「薔薇」「茨」와, 그 고어인 「うまら」등.

## 음성학적인 설명
「ば행」이나「ぱ행」의 두자음은, 「う단」음을 제외하고는, 청음인「は행」의 두자음과는 음성학적으로는 관계가 없다. 한편, 유성 양순 파열음 또는 유성 양순 마찰음으로 발음되는 탁음「ば」는 반탁음「ぱ」또는 청음「ふぁ」의 두자음이 유성화한 것으로, 음성학적인 관점에서는, 탁음「ば행」과 반탁음「ぱ행」 혹은「ふ」를 포함한 청요음「ふぁ행」이 탁음(유성음)과 청음(무성음)의 관계에 있다. 하지만, 예를 들면 「版」는 연탁에서「はん」→「ばん」「ぱん」로 변화하는 등의 현상은, 어디까지나, 문법적으로는 「ば」와 「は」가 탁음과 처음의 관계에 있는 것을 나타내고 있다. 이 음성상의 대립과 문법상의 대립 모순은, 「は행」의 두자음(청음)의 고음이 대체로 [p](IPA)→[φ](IPA) = [p\](X-SAMPA)→[h](IPA)와 같오 변화한 것에 기인하고 있다.